# Epania finitima
Epania finitima är en skalbaggsart som beskrevs av Holzschuh 2007. Epania finitima ingår i släktet Epania och familjen långhorningar.
Artens utbredningsområde är Laos. Inga underarter finns listade i Catalogue of Life.